# (2378) Pannekoek
(2378) Pannekoek est un astéroïde de la ceinture principale.

## Description
(2378) Pannekoek est un astéroïde de la ceinture principale. Il fut découvert le 13 février 1935 à Johannesbourg par Hendrik van Gent. Il présente une orbite caractérisée par un demi-grand axe de 2,89 UA, une excentricité de 0,14 et une inclinaison de 14,2° par rapport à l'écliptique.

## Compléments